# Psalidognathus antonkozlovi
Psalidognathus antonkozlovi (лат.) или псалидогнатус Антона Козлова — вид жуков-усачей, крупные прионины из Южной Америки рода Psalidognathus.

## Распространение
Вид обитает на территории Перу.

## Этимология
Вид назван по имени его открывателя, русского энтомолога-энтузиаста Козлова Антона Олеговича.
Название рода Psalidognathus является производным от греческих слов ψαλίδι (псалиди) — «ножницы» и γνάθος (гнатос) — «челюсти».
Соответственно, для любителей русской словесности Psalidognathus antonkozlovi это «ножницечелюстник Антона Козлова»